# Lombo de Figueira
Lombo de Figueira es una localidad caboverdiana del municipio de Porto Novo.

## Geografía
La localidad está situada en la isla Santo Antão.

## Organización territorial
La localidad abarca los lugares y barrios de:
- Água das Caldeiras
- Chã de Grama
- Chã de Tampa
- Covoada de Conce
- Lajedo
- Lombo das Figueiras
- Lombo Tortolho
- Topinho
- Valeta